# Centre de commémoration de l'Holocauste de Babi Yar
Le centre de commémoration de l’Holocauste de Babi Yar (ukrainien : Меморіальний центр Голокосту « Бабин Яр »), officiellement la fondation et le centre de commémoration de l’Holocauste de Babi Yar, est une institution éducative localisée à Kiev qui documente et commémore le massacre de Babi Yar de septembre 1941. Ce centre vise à développer et soutenir la mémoire de l'Holocauste en Europe de l'Est.
Le 29 septembre 2016, le président ukrainien Petro Porochenko, en collaboration avec des personnalités publiques et des philanthropes, lance la création du premier centre commémoratif de l'Holocauste de Babi Yar. L'ouverture du centre est prévu à Kiev, en Ukraine en 2026.

## Le massacre de Babi Yar
Le massacre de Babi Yar est le plus grand massacre de la Shoah ukrainienne par balles, mené par les Einsatzgruppen en URSS. Les 29 et 30 septembre 1941, à Babi Yar, un ravin de Kiev, les nazis tuent 33 771 Juifs et Juives, soit en deux jours plus que lors de tout autre massacre allemand. Au total, du 29 septembre 1941 jusqu'à octobre 1943, les autorités d'occupation nazies tuent près de 100 000 personnes à Babi Yar et à proximité.

## Historique
Le 29 septembre 2016, le président ukrainien Petro Porochenko, en collaboration avec des personnalités publiques et des philanthropes, lance la création du premier centre de commémoration de l’Holocauste de Babi Yar. Selon lui, la création du centre peut devenir un symbole de l'unité de la nation et de grandeur pour le monde entier. Porochenko lui-même et le maire de Kiev, Vitali Klitschko, sont présents à la cérémonie. Le centre est prévu pour s'étendre sur cent cinquante hectares, pour un montant de 86 millions d’euros, ce qui en ferait un des plus grands centres commémoratifs de l’Holocauste au monde,.
Dans un contexte d'annexion de la Crimée, de guerres dans les régions orientales de l'Ukraine (au Donbass), ce lancement fait l'objet de controverses : volonté d'accroitre une légitimité internationale pour l'Ukraine, craintes sur le traitement de la collaboration locale ukrainienne avec les nazis par l'intermédiaire des mécènes russes et scénographie critiquée comme étant un « Disneyland de l’Holocauste ».
Le 19 mars 2017, le conseil de surveillance du mémorial est créé. Il est dirigé par le président de l'Agence juive pour Israël Natan Sharansky et se compose des philanthropes German Khan, Mikhail Fridman, Victor Pinchuk et Pavel Fuks, du grand rabbin de Kiev et d'Ukraine Yakov Dov Bleich, de l'artiste Svyatoslav Vakarchuk, du champion de boxe Volodymyr Klitschko, de l'ancienne directrice générale de l'UNESCO Irina Bokova, de l'ancien président polonais Aleksander Kwaśniewski et de l'ancien ministre des Affaires étrangères allemand Joschka Fischer.
Le 19 octobre 2017, la direction du centre de commémoration de l’Holocauste de Babi Yar rencontre le Premier ministre ukrainien Volodymyr Groysman. Le Premier ministre exprime son soutien au projet de construction d'un complexe à Kiev pour commémorer les victimes de Babi Yar. Il souligne l'importance de préserver la mémoire historique afin d'éviter que les erreurs du passé ne se reproduisent à l'avenir.
Le 6 octobre 2021, à la suite de la célébration du 80e anniversaire du massacre, le mémorial publie les cent soixante-et-un premiers noms de policiers et soldats nazis auteurs des crimes de Babi Yar. Il décrit la publication des noms comme le premier volet des recherches en cours sur ceux qui ont commis le meurtre de 33 771 Juifs ukrainiens les 29 et 30 septembre 1941. La création du centre est prévue à Kiev, en Ukraine, d'ici 2026.
Le 1er mars 2022, lors de la bataille de Kiev des bombardements russes ont lieu à proximité du mémorial et de la fumée y est vue à l'intérieur. Le président ukrainien Volodymyr Zelenskyy (qui est juif et dont des membres de la famille ont été assassinés pendant l'Holocauste ,) et des dirigeants israéliens, dont le ministre des Affaires étrangères Yair Lapid et le ministre des Affaires de la diaspora Nachman Shai (en) condamnent l'attaque. Quelques heures plus tard, Ruslan Kavatsiuk, directeur général adjoint du centre indique qu'aucune installation récente n’a été frappée mais que des bâtiments, prévus pour un futur mémorial ont été touchés.